# Adolfo Ruiz-Díaz
Adolfo Ruiz-Diaz (27 settembre 1957) è un allenatore di calcio a 5 ed ex giocatore di calcio a 5 paraguaiano.

## Biografia
È fratello di Mario Ruiz-Díaz, già calcettista della Nazionale di calcio a 5 del Paraguay e dirigente sportivo.

## Carriera
Ha giocato quasi esclusivamente nel campionato paraguayano, indossando le maglie di San Alfonso, Olimpia, Atenas, Asencor. A fine carriera ha disputato alcune stagioni in Spagna con Macer e Caja Toledo. Conclusa la carriera da giocatore, ha intrapreso quella di allenatore in Spagna.
Nel settembre del 2002 viene nominato commissario tecnico della Nazionale di calcio a 5 del Paraguay.